# Chrétiens orientaux en France
Les chrétiens orientaux forment des minorités religieuses et culturelles en France, pays historiquement à majorité catholique de rite latin.

## Histoire

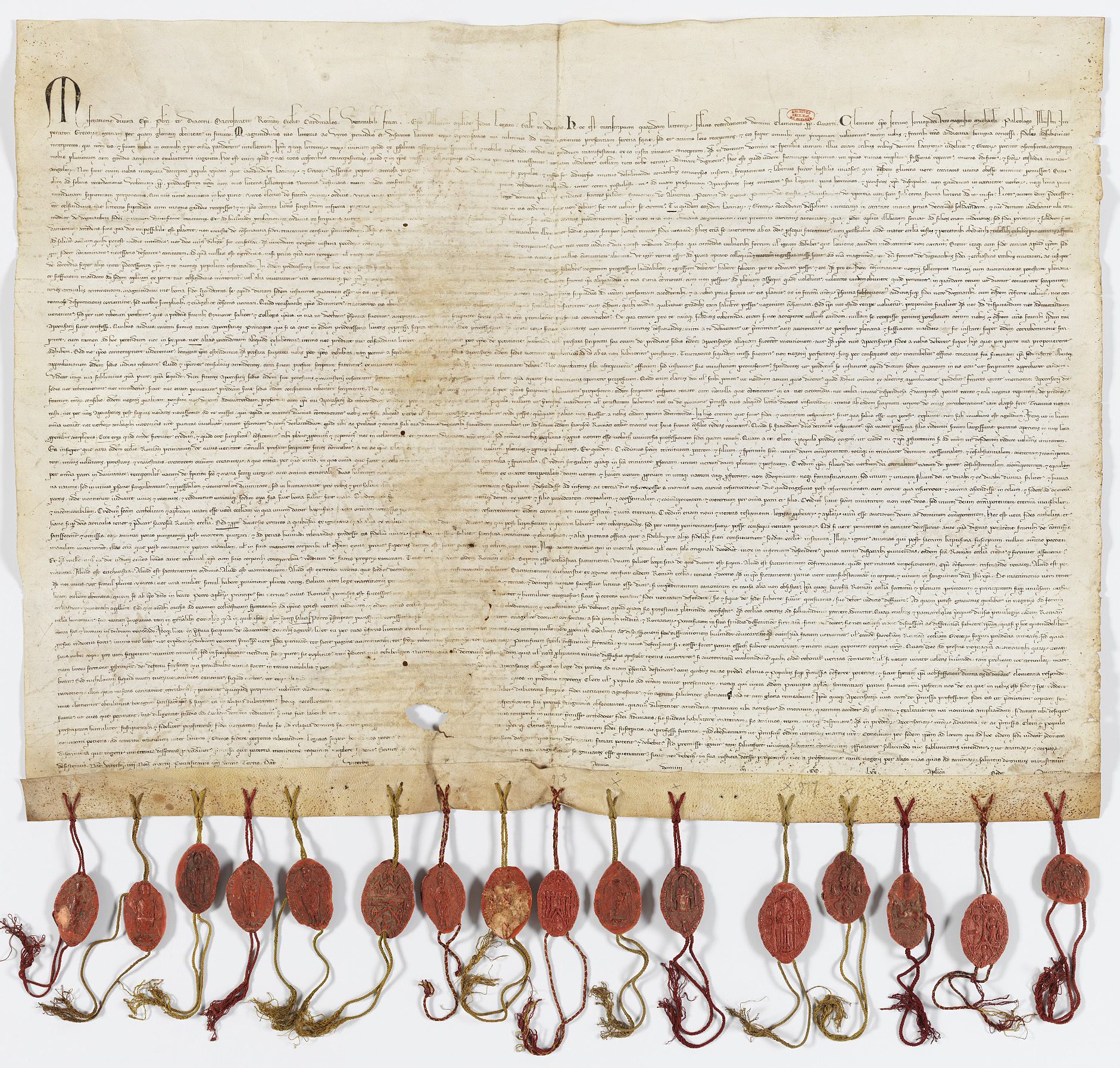
La lettre des cardinaux au roi de France Louis IX à propos de l'union des Églises latine et grecque. Viterbe, 15 mai 1270. Archives nationales de France.

L'histoire de ces communautés est celle des chrétiens orientaux installés en France comme artisans, commerçants, ouvriers, militaires engagés (Légion étrangère notamment), professions scientifiques, technologiques, médicales ou des services, étudiants empêchés de revenir dans leurs pays, ou encore comme réfugiés fuyant des persécutions (beaucoup proviennent de confessions minoritaires). On y trouve aussi des Français d'ancienne origine, convertis à un culte oriental par leur parcours intellectuel ou par amour.

## Sociologie et démographie
Le nombre des chrétiens orientaux en France est évalué entre 400 000 et 500 000 (dont 300 000 orthodoxes) au début de 2008.

## L'Église de l'Orient
- Église apostolique assyrienne de l'Orient (Diocèse d'Europe occidentale depuis juin 2019[2], siège à Londres) :

Communauté Mar Joseph Khnanicho à Marseille.
- Ancienne Église de l'Orient (diocèse de l'Europe, siège en Allemagne) :

Paroisse en formation à Marseille (à la suite de l'ordination du père Sabri Oz)

## LesÉglises orthodoxes orientales

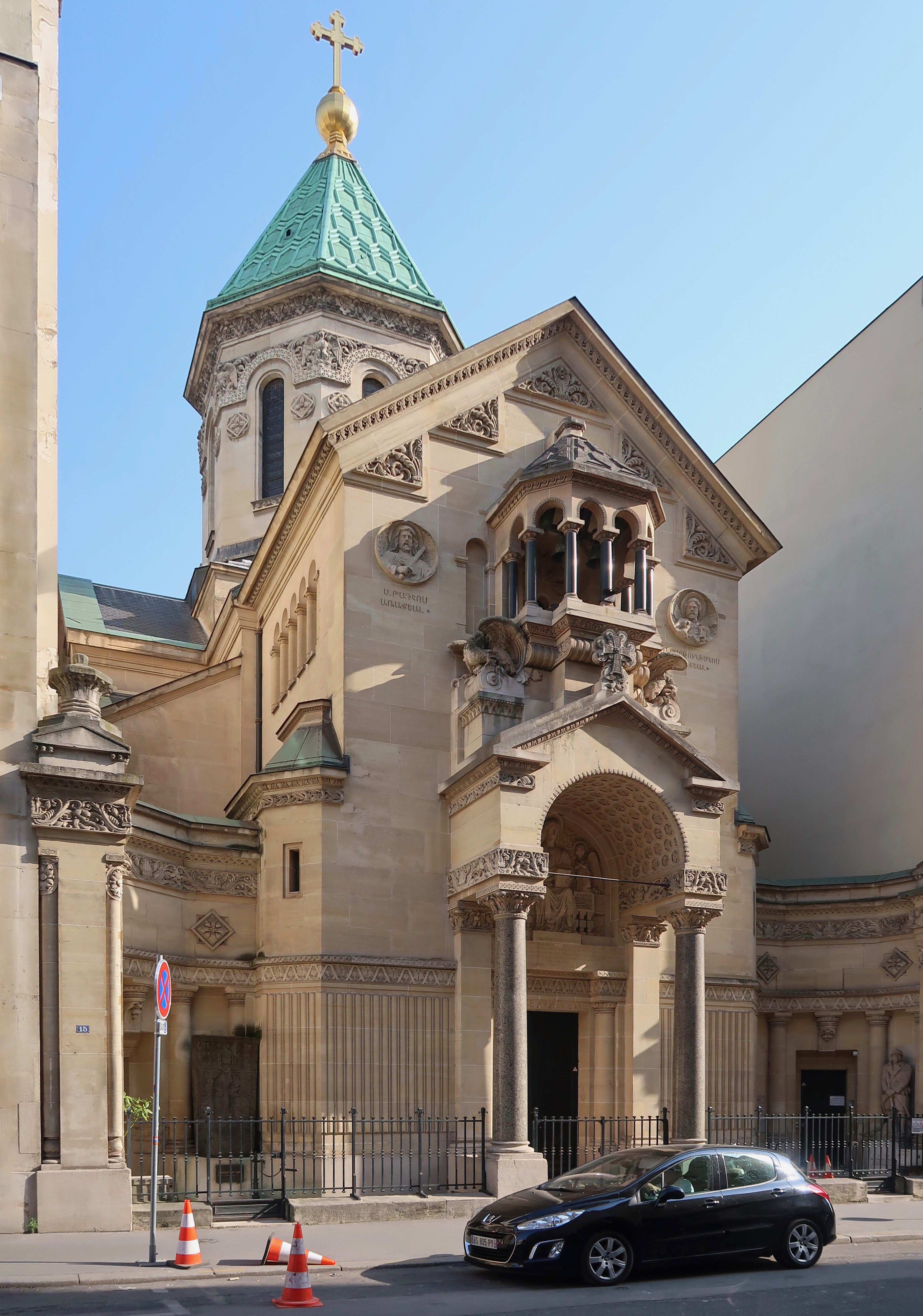
La cathédrale apostolique arménienne de Paris.

### Église apostolique arménienne
23 paroisses.

#### Indépendant
L'église arménienne Sainte Marie n'est plus membre du Diocèse de l'Église apostolique arménienne de France depuis janvier 2012.

### Église copte orthodoxe
- Diocèse de Paris et du Nord de la France depuis mai 2015[6]

Le diocèse comprend 8 paroisses arabophones, dont la paroisse de Châtenay-Malabry (Sainte-Marie-et-Saint-Marc), de Colombes (Saint-Mina-et-Saint-Mercure), de Deuil-La-Barre (Saint-Moïse-le-Noir-et-Saint-Samuel-le-Confesseur), de Villejuif (l'Archange-Michel-et-Saint-Georges), de Saint-Ouen de Nogent-sur-Marne (Sainte-Marie-Mère-de-Dieu) et de Paris (Notre-Dame-des-Coptes) depuis janvier 2012. Nouvelle église pour la paroisse Saint-Pierre-et-Saint-Paul à Reims depuis mai 2021
- Métropole de Toulon et de toute la France

qui comprend une dizaine de paroisses de rite copte mais de langue française.

### Église syriaque orthodoxe
- Vicariat patriarcal de Belgique et de France[9]

Sous la juridiction de Mgr Georges Kourieh depuis mars 2017. L'église Sainte Marie à (Montfermeil) construite en 2004, la communauté Mor Ephrem à Lyon avec un prêtre ordonné en 2020, la communauté Mar Severios à Coubron depuis 2006 ainsi qu'une communauté à Marseille et à Pau avec un prêtre ordonné en 2018 et une nouvelle communauté à Tours.

### Église éthiopienne orthodoxe
- Archidiocèse d'Europe occidentale

Trois communautés en région parisienne à Châtenay-Malabry, la paroisse Saint-Abune-Gebre-Menfes-Kidus, et à Athis-Mons, la paroisse Sainte-Vierge-Marie de Däbrä Met'maq. La paroisse Saint-Georges, dans l'église Saint-Paul de Montmartre, dans le 19e arrondissement de Paris.
Des communautés à Lyon, Marseille, Toulouse, Tours.
- Archidiocèse des Caraïbes et d'Amérique latine

Paroisse de la Sainte-Trinité en Martinique et la communauté Saint-Michel-Addis-Kidan en Guadeloupe.

### Église érythréenne orthodoxe
Présence depuis les années 2010. Communautés à Lyon, Tours, Nantes, Rennes et Rouen.

## Églises catholiques orientales

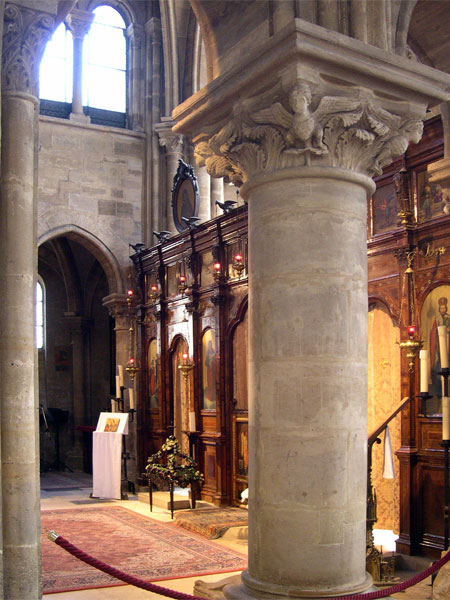
L'intérieur de l'église Saint-Julien-le-Pauvre, église grecque-catholique melkite de Paris.

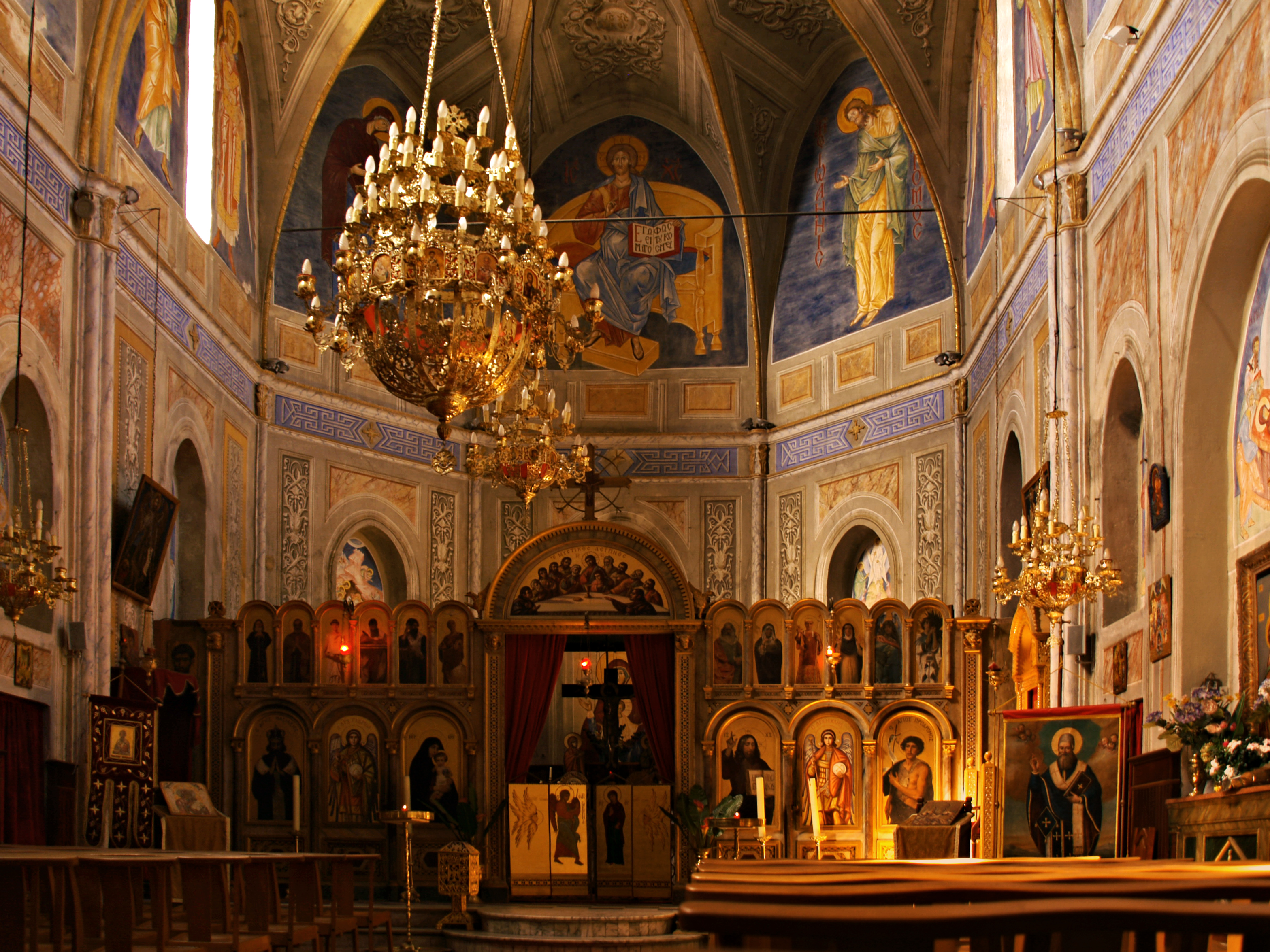
L'église grecque de Cargèse.

Les communautés arménienne, maronite et ukrainienne disposent de leurs propres juridictions. Les autres dépendent de l'archevêque de Paris, ordinaire des catholiques de rites orientaux résidant en France.
- Église catholique arménienne (Éparchie Sainte-Croix-de-Paris) :

six paroisses et deux écoles.
- Église grecque-catholique ukrainienne (Éparchie Saint-Vladimir-le-Grand de Paris) :

plusieurs paroisses et missions dont à Paris, la Cathédrale Saint-Vladimir-le-Grand, l'Église Saint-Athanase à Villeurbanne (Lyon), Lourdes, Chalette-sur-Loing, Metz, Nancy, Vincennes, Marseille ;
achat de la chapelle de l'Hôpital de la Charité de Senlis en septembre 2013, qui est consacré à saint Boris et saint Gleb, ainsi qu'un centre culturel consacré à Anne de Kiev.
- Église maronite (Éparchie Notre-Dame-du-Liban de Paris des Maronites)[19]:

inauguration du siège de l'éparchie à Meudon en avril 2015 ;
trois paroisses : à Paris, l'Église Notre-Dame-du-Liban, à Lyon (VIII) et celle de Marseille ;
nouvelle église depuis janvier 2018 à Issy-les-Moulineaux ;
achat de l'Abbaye de Saint-Pé-de-Bigorre en mai 2017 devenue « Maison maronite de la Mère de la Miséricorde » en cours de restauration ;
missions dans les villes de Bordeaux, Nice, Toulouse, Aix en Provence, Angers, Nantes ;
présence religieuse de l’Ordre maronite, à Suresnes, la communauté des Pères antonins à Lyon, et celle des Sœurs antonines, dans le 6e arrondissement de Paris.
- Église catholique chaldéenne (Vicariat patriarcal de France) :

le nombre des fidèles est en forte augmentation du fait de la situation de guerre civile en Irak depuis 2003 ;
il y a deux paroisses en région parisienne (Paris et Sarcelles) avec la grande église Saint-Thomas-l'Apôtre construite en 2004 ;
la nouvelle église chaldéenne Saint-Jean-l'Apôtre d'Arnouville, dans le Val-d'Oise, inaugurée  le 6 mars 2016, en présence de Bernard Cazeneuve, le ministre de l'Intérieur de l'époque ;
deux autres paroisses : une à Marseille Notre-Dame-de-Chaldée et Saint-Éphrem-des-Chaldéens à Vaulx-en-Velin.
- Église catholique syriaque :

une paroisse Saint-Éphrem à Paris, une mission à Tours avec un prêtre depuis 2018, une mission à Lyon avec un prêtre depuis 2021, des communautés en formation à Nantes, Poitiers, Strasbourg et Besançon.
- Église grecque-catholique melkite :

L'église Saint-Julien-le-Pauvre de Paris et l'église Saint-Nicolas-de-Myre de Marseille.
- Église grecque-catholique russe :

une paroisse à Paris et une à Lyon.
- Église grecque-catholique roumaine :

une paroisse à Paris.
- Église catholique copte (Mission copte en France) :

une communauté à Paris.
- Église catholique byzantine grecque de Cargèse en Corse dédiée à saint Spiridon.

## Églises protestantes orientales
- Église évangélique arménienne (Union des Églises évangéliques arméniennes de France)

Une quinzaine de communautés.

#### Orthodoxie des trois conciles en France
- Métropole copte orthodoxe de France

#### Orthodoxie des sept conciles en France
- Archevêché des églises orthodoxes russes en Europe occidentale
- Diocèse orthodoxe russe de Chersonèse
- Métropole orthodoxe grecque de France
- Monastère de la Dormition-de-la-Mère-de-Dieu à La Faurie
- Assemblée des évêques orthodoxes de France
- Institut de théologie orthodoxe Saint-Serge
- Métropole orthodoxe roumaine d'Europe occidentale et méridionale

#### Catholicisme oriental en France
- Éparchie Sainte-Croix-de-Paris des Arméniens
- Éparchie Notre-Dame-du-Liban de Paris des Maronites
- Éparchie Saint-Vladimir-le-Grand de Paris des Ukrainiens
- Ordinariat de France des catholiques orientaux